# Mariama Keïta
Mariama Keïta (* 1946 in Niamey; † 29. Oktober 2018 in Istanbul) war eine nigrische Journalistin.

## Leben
Mariama Keïta hatte eine Licence in Englisch und beherrschte fünf weitere Sprachen, darunter Hausa und Französisch, die Amtssprache Nigers. Bereits sehr jung als Journalistin tätig, gilt Keïta als die erste Frau aus Niger, die diesen Beruf ausübte. Sie begann ihre Laufbahn als Redakteurin und Nachrichtensprecherin beim Radioprogramm Voix du Sahel der staatlichen Rundfunkanstalt ORTN. Sie arbeitete auch als Tontechnikerin und Beleuchterin und wurde schließlich Direktorin von Voix du Sahel.
Keïta beteiligte sich im Vorfeld der Präsidentschafts- und Parlamentswahlen von 1993 an einer Kampagne zur Popularisierung der neuen, demokratischen Verfassung Nigers, die beim Verfassungsreferendum von 1992 angenommen worden war. Sie machte sich einen Namen als Galionsfigur der entstehenden Zivilgesellschaft und leitete von 1993 bis 1994 das Kollektiv Démocratie, Liberté, Développement, eine der ersten Nichtregierungsorganisationen des Landes. Sie gründete 1994 die Coordination des organisations non gouvernementales et associations féminines nigériennes (CONGAFEN), den landesweit ersten Verband, dem nicht-staatliche Frauenorganisationen angehörten und dem sie bis 1997 als Präsidentin vorstand. Von 2003 bis 2006 wirkte Mariama Keïta als Präsidentin der Medienregulierungsbehörde Conseil Supérieur de la Communication (CSC). Zuletzt arbeitete sie als Kommunikationsberaterin. Sie war bis zu ihrem Tod Mitglied der nigrischen Sektion von Transparency International.
Mariama Keïta hatte zwei Kinder und war dreimal verheiratet. Sie starb nach einer langen Krankheit.